# Gymnammodytes
Gymnammodytes — рід окунеподібних риб родини піщанкових (Ammodytidae).

## Поширення
Рід поширений в східній частині Атлантичного океану, в Середземному морі і південно-західній частині Індійського океану вздовж узбережжя Африки. Мешкають у прибережних морських водах субліторальної рівнини, часто на глибині у декілька сантиметрів. Вони заселяють лише піщане дно.

## Класифікація
Рід містить 3 види:
- Gymnammodytes capensis (Barnard, 1927)
- Gymnammodytes cicerelus (Rafinesque, 1810)
- Gymnammodytes semisquamatus (S. Jourdain, 1879)